# Spisula
Genre
Spisula est un genre de mollusques bivalves marins de la famille des Mactridae.

## Liste des espèces
Selon World Register of Marine Species (4 décembre 2020) :
- Spisula adamsi Olsson, 1961
- Spisula austini Lamprell & Whitehead, 1990
- Spisula discors (Gray, 1837)
- Spisula elliptica (T. Brown, 1827)
- Spisula murchisoni (Reeve, 1854)
- Spisula raveneli (Conrad, 1832)
- Spisula sachalinensis (Schrenck, 1862)
- Spisula solida (Linnaeus, 1758)
- Spisula solidissima (Dillwyn, 1817)
- Spisula subtruncata (da Costa, 1778)
- Spisula trigonella (Lamarck, 1818)